# AKI Academie voor Art & Design
De AKI ArtEZ Academie voor Art & Design (voorheen Academie voor Kunst en Industrie) is een kunstacademie in de Nederlandse plaats Enschede opgericht in 1946. De school maakt deel uit van de ArtEZ University of the Arts, die ook afdelingen heeft in Zwolle en Arnhem.

## Geschiedenis

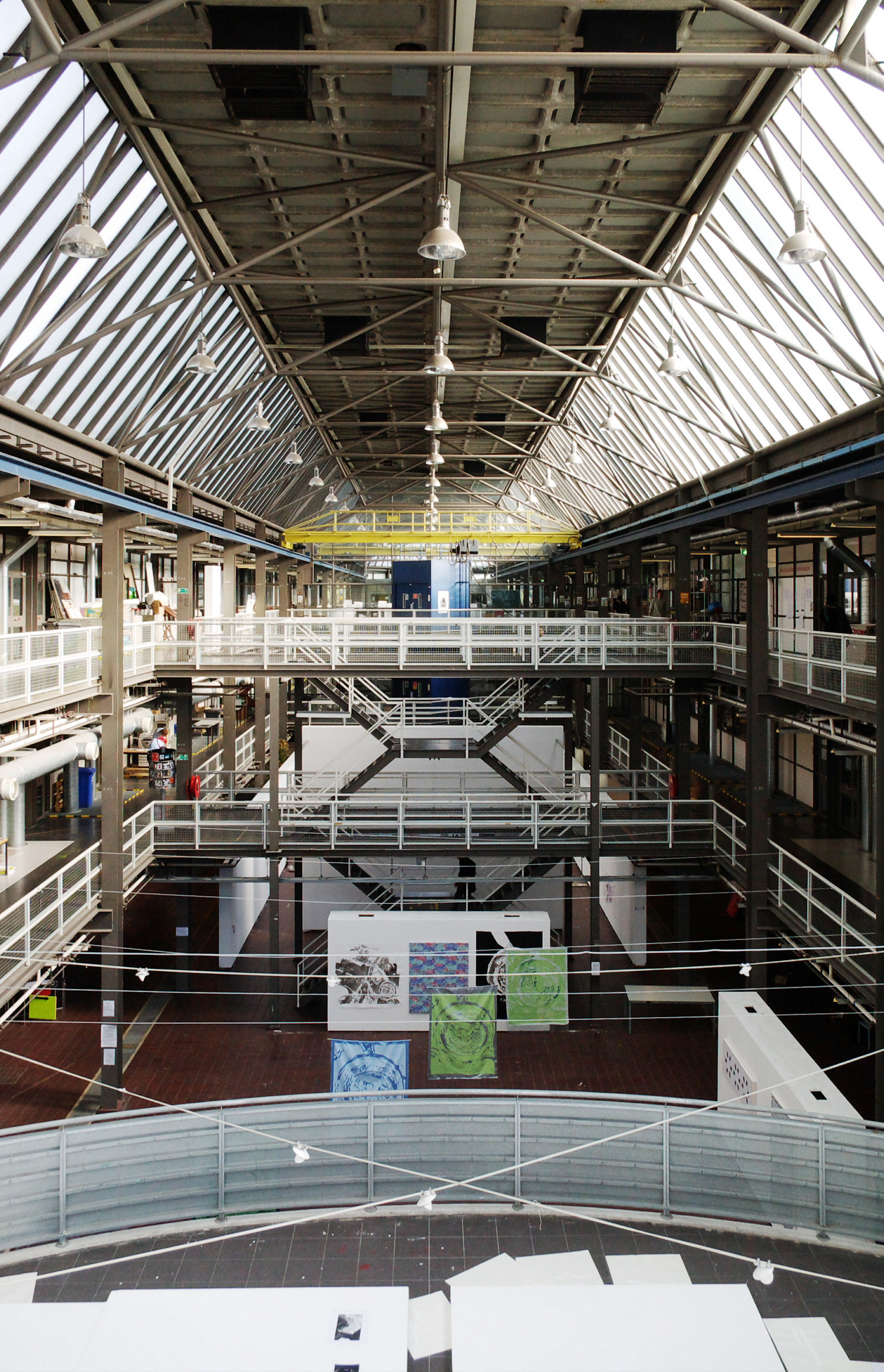
Binnenaanzicht van de Technohal (UT)

De Academie voor Kunst en Industrie werd opgericht in 1946 door een aantal textielfabrikanten. Tot 1955 was Dirk de Leeuw van het Instituut voor Kunstnijverheidsonderwijs directeur, daarna nam de tekendocent Bram Middelhoek (1906-1968) het over. Na een vijftiental jaren als traditionele kunstnijverheidsschool werd in 1968 onder de nieuwe directeur Joop Hardy de weg naar de vrije moderne kunst ingeslagen. Gedurende enkele tientallen jaren was de AKI de meest vrije en eigenzinnigste kunstacademie van Nederland. Hardy werd opgevolgd door de kunstenaar Sipke Huismans, die van 1981 tot 2001 directeur was. Het onderwijsinstituut was lange tijd gevestigd aan de Roessinghsbleekweg in een modern schoolgebouw uit 1957, ontworpen door Arno Nicolaï.
Later was de school vijftien jaar gehuisvest in de 'Technohal' (een voormalig chemisch laboratorium) aan de Hallenweg op de campus van de Universiteit Twente. Tot juni 2015 was er een dependance voor de schilders gevestigd in de voormalige dorpsschool van Twekkelo.
Sinds 2002 maakt de AKI organisatorisch deel uit van ArtEZ hogeschool voor de kunsten. Begin 2013 verhuisde deze academie naar de voormalige textiellocatie Tetem II aan de Hulsmaatstraat in de wijk Roombeek.

## Opleiding
De academie kent de bacheloropleidingen Fine Art, Crossmedia Design en Moving Image. Alle drie de opleidingen beginnen breed maar richten zich op een eigen specialisatie. Experiment en onderzoek zijn een essentieel onderdeel van de studie. Vanaf het eerste jaar is er veel aandacht voor het bespreken van werk en het formuleren van kritiek. Naast het ontwikkelen van een professionele houding wordt er aandacht besteed aan het ontwikkelen van kennis en kunde, van 3D-printen tot kunstgeschiedenis, van lassen tot ondernemerschap, en van software tot filosofie.
In januari 2025 verscheen een kritisch rapport van de Inspectie van het Onderwijs, waarin de inspectie onder andere concludeerde dat bij de AKI, met name bij de opleiding Fine Art, de kwaliteitsborging van het onderwijs langdurig verwaarloosd werd.

## Controversie
In 2017 werd de toenmalige directeur, Marc Boumeester, tijdelijk geschorst vanwege drugsgebruik met studenten.
De academie kwam in september 2022 in het nieuws vanwege een angstcultuur, naar aanleiding van een rechtszaak van een studente tegen de school. Naar aanleiding van klachten van studenten over het wanbeheer van de afdeling Fine Art en de angstcultuur, wijdde BNNVARA een aflevering van het programma BOOS aan de AKI. Na de uitzending riep de Kunstvakbond de Inspectie van het Onderwijs op om onderzoek te doen naar de problemen op de AKI.
In 2023 kwam de directeur, Nicoline Loeper, in opspraak vanwege plagiaat die ze had gepleegd in de eindexamencatalogus. Ze had zonder referentie of toestemming een tekst van een curator van de biënnale van Venetië overgenomen.

## Docenten en alumni
Een selectie van bekende (oud-)docenten en studenten met een pagina op Wikipedia:
Docenten
- Coosje van Bruggen
- Marlene Dumas
- Hans Ebeling Koning
- Aldo van Eyck
- Jan van Eyl
- Alphons Freijmuth
- Helen Frik
- Ad Gerritsen
- Sigurdur Gudmundsson
- Cor Jaring
- Johan Haanstra
- Maja van Hall
- Pieter Holstein
- Arno Kramer
- Abe Kuipers
- Reinier Lucassen
- Pearl Perlmuter
- Jo Pessink
- Thom Puckey
- Jan Roeland
- Joost Roelofsz
- Moniek Toebosch
- Ernst Vijlbrief
- Carel Visser

Oud-leerlingen
- Caspar Berger
- Merijn Bolink
- Frans Bolscher
- Irma Boom
- Jos Boomkamp
- Astrid Bussink
- Jaap Drupsteen
- Henck van Dijck
- Jop Horst
- Wim Izaks
- Bennie Jolink
- Jeroen Jongeleen
- Filip Jonker
- Aafke Kelly
- Chris Koolmees
- Koopman & Bolink
- Bas Kosters
- Arno Kranenborg
- Ine Lamers
- Carel Lanters
- Gerard van der Leeden
- Bert Meinen
- Melle Nieling
- Ronald Ophuis

- Fra Paalman
- Niels Post
- Annemiek Punt
- Rinus Roelofs
- Daan Roosegaarde
- Sara Sejin Chang
- Paul Snijders
- Bill Spinhoven van Oosten
- Gé-Karel van der Sterren
- Evert Strobos
- Joris Voorn
- Anne Wenzel
- Filemon Wesselink
- Tom Waterreus
- Hulya Yilmaz
- Nelleke Zandwijk